# Сивохин, Ефрем Никифорович
Ефрем Никифорович Сивохин (Родился (20) января 1825, деревня Карпово, Мышкинский уезд, Ярославская губерния, Российская империя. Умер  (15) февраля 1889, Санкт-Петербург, Российская Империя) — статский советник, купец первой гильдии, Потомственный почётный гражданин и кавалер, известный благотворитель, член-учредитель  Императорского Православного палестинского общества (ИППО).

## Биография
Сивохин Ефрем после получения начального домашнего образования  в 12-летнем возрасте отправлен в  Санкт-Петербург доучиваться и работать в магазин. За свою честность и энергию уже в 19 лет Ефрем становится  приказчиком, что для такого возраста являлось очень редким случаем.  
   В 1866 г. вступил в С.-Петербургское купечество. Торговал фруктовыми и овощными товарами на оптовом рынке Апраксин двор. Был близко знаком с братьями Елисеевыми, с купцами: Буштуевым А.С., Синебрюховым П.П., Чесноковым Н.А. и многими др. Владел в центре Апраксина двора, двумя каменными 3-х этажными корпусами с 29 лавками. С 1880 года – купец первой гильдии.
   С 1877 г. неоднократно избирался выборным Собрания Выборных от С.-Петербургского  купеческого сословия.
   Ефрем Никифорович являлся прихожанином Санкт-Петербургского Казанского кафедрального собора, где он принимал активное участие в духовной и благотворительной жизни храма. После смерти Ефрема Никифоровича, панихида по Сивохину совершалась ежегодно до 1917 г.,  в день общего собрания членов Общества вспомоществования бедным.
   В 1875 г. Сивохиным был приобретён в собственность доходный дом по адресу: С.-Петербург, ул. Гороховая, д.54, где он прожил до конца своей жизни. В 1880-х годах дом на Гороховой улице являлся пристанищем для священнослужителей, прибывавших в столицу по церковным делам. В доме находилась моленная комната, где по описаниям очевидцев находилось много благолепных в ризах икон и мощей с Афона. Его дом посещали: митрополит С.-Петербургский и Новгородский – Исидор, архиепископ Холмский и Варшавский – Леонтий, архиепископ Ярославский и Ростовский – Ионафан, архиепископ Тверской и Кашинский – Савва, Св.пр. Иоанн Кронштадтский, Св. равноап. Николай Японский (Касаткин), афонский архимандрит Феодорит (Крестовиков) - игумен Русского Свято-Андреевского скита на Афоне, игуменья Таисия (Мария Солопова) из Леушинского Иоанно-Предтеченского монастыря,  игуменья Досифея-I из Вышневолоцкого Казанского женского монастыря, и многие другие церковнослужители.
   За активную общественно-полезную деятельность Ефрем Никифорович Сивохин в 1871 году был награждён званием - Потомственный Почётный гражданин, а в 1888 году, по ходатайству Ея Императорского Высочества принцессы Евгении Максимилиановны Ольденбургской, за особо полезную благотворительную деятельность, указом Императора Александра III, Сивохину Ефрему Никифоровичу был пожалован чин Статского Советника.
   К тому времени, Ефрем Никифорович был уже известным благотворителем и жертвователем на северо-западе России и за рубежом. Им выделялись значительные средства на поддержание образовательных учреждений, всевозможных приютов и детских домов, церквей и монастырей.
   Сивохин Е.Н. являлся главным благотворителем Казанского женского монастыря в Вышнем Волочке, которому в 1885 г. Ефрем Никифорович принёс в дар древнегреческую  икону Андрониковой Божией Матери, написанную по преданию апостолом и евангелистом Лукой. Перед отправкой в Вышний Волочёк, икона целый месяц находилась в моленной комнате его дома, на Гороховой ул.54, где образовалось паломничество к Чудотворной иконе.
   В 1882 году почётное и ответственное участие в образовании Императорского Православного палестинского общества (ИППО). Сивохин Ефрем Никифорович, в числе членов-учредителей вновь образованного общества под председательством Его Императорского Высочества Великого Князя Сергея Александровича.
   Из Епархиальных ведомостей – «неутомимым трудом своим, честностью и энергиею он достиг того почёта и уважения, какие выражали ему впоследствии и лица высокопоставленные, и все знающие близко благородство его Души и доброту сердца, за который, по заслугам его, оценивало и правительство». (см. наградной список).
   Ефрем Никифорович на протяжении всей своей жизни помогал своим родственникам и землякам. На родине построил три школы, в одной из которой с Высочайшего соизволения Императора Александра II, висел его портрет. Он выкупал для сородичей земли, строил дома и мельницы, поддерживал местные храмы.
   Умер Ефрем Никифорович 15 февраля 1889 г. в Санкт-Петербурге, у себя дома на Гороховой, д. 54. Отпевание прошло в храме Введения во храм Пресвятой Богородицы лейб-гвардии Семёновского полка.
По завещанию Ефрема Никифоровича, его тело было перевезено в Вышневолоцкий Казанский женский монастырь, где в склепе под храмом преп. Ефрема Сирина и мч. Неонилы, который он построил на свои средства, его с почестями похоронили.
  Почтить память Сивохина Е.Н. в Вышний Волочёк приезжали многие высокопоставленные лица от государственных служащих, купцов и духовенства, в том числе и св. пр. Иоанн Кронштадтский, который посетил в монастыре вдову - Сивохину Неонилу Афанасьевну. В 1897 году св. пр. Иоанн Кронштадтский освятил в монастыре, собор Андрониковской Божьей Матери, который был построен на его собранные средства в честь подаренной Сивохиным греческой чудотворной иконы.
  Через семь лет после смерти Ефрема Никифоровича в 1896 г. умерла Неонила Афанасьевна. Её похоронили в одном склепе с супругом.
  Сегодня в колокольне, под храмом св. Ефрема Сирина и мч. Неонилы, на месте упокоения Статского советника Сивохина Ефрема Никифоровича и его супруги Неонилы Афанасьевны стоят надгробные саркофаги из белого мрамора, упомянутые в русском провинциальном некрополе Великого Князя Николая Михайловича.

## Благотворительность по духовному ведомству
- Сивохин Е.Н. является главным благотворителем Казанского женского монастыря в Вышнем Волочке. В 1882 г. освящён Казанский собор, построенный по проекту архитектора А.С. Каминского.
  На средства Ефрема Никифоровича построены также: 3-х этажный гостиничный корпус, колокольня с храмом преп. Ефрема Сирина и мч. Неонилы, больничный корпус с храмом во имя пророка Ильи и мч. Пантелеимона. Различные вспомогательные корпуса необходимые монастырю.
  Из Петербурга привезён и подарен Казанскому монастырю большой колокол в 360 пудов.  Подарен Казанскому собору значительной величины ковчежец со многими частицами святых мощей различных угодников Божьих с Афона, оплачены позолоченные купола, кресты и иконостасы. В 1885 г. Сивохин Е.Н. приобретает для Казанского женского монастыря древнюю греческую икону Андрониковой Богоматери написанную евангелистом Лукой.  Из речи митрополита Тверского и Кашинского Саввы в честь освящения храма - от Сивохина Е.Н. поступило на построение и украшение Казанского монастыря свыше 150 000 руб.
   - Ефрем Никифорович принимает участие в обустройстве основанного по благословению св. пр. Иоанна Кронштадтского Леушинского Иоанна-Предтеченского монастыря. Настоятельница монастыря игуменья Таисия нередко посещает дом Ефрема Никифоровича в С.-Петербурге.  Леушинский синодик, читаемый в алтаре Иоанно – Богословского С.-Петербургского подворья упоминает благотворителя Сивохина Ефрема Никифоровича;
   - в 1879 г. на средства Сивохина Е.Н. была заново восстановлена церковь во имя преп. Ефрема Сирина и мц. Неонилы в Белогостицком Георгиевском мужском монастыре близ Ростова Великого;
   - Е.Н.Сивохин, передал 10 000 рублей на устройство Храма Преображения Господня и в помощь Дому Милосердия. На завершающем этапе строительства Храма в 1886 г. были подняты два колокола, весом 80 и 20 пудов, а на главках храма установлены позолоченные кресты также пожертвованные Сивохиным. С 1884 года Ефрем Никифорович являлся Почётным Членом-Благотворителем Дома милосердия;
   - будучи прихожанином столичного Казанского собора, Ефрем Никифорович украсил бриллиантами главную икону собора, пожертвовал храму верхнюю доску престола весом 90 кг. из чистого серебра стоимостью 3000 руб;
   - на Ладожском озере, в 1874-76 г.г. Сивохин Е.Н. финансирует строительство на о. Коневец скита в честь иконы Коневской Божьей Матери;
   - поддерживая тесные связи с Афоном, Петербургский купец-миллионер, потомственный почётный гражданин Ефрем Никифорович Сивохин, в 1873 году прислал Хаджи Георгию и его братству, попавшим в тяжёлую ситуацию, 6 тысяч рублей за келлию в Григорианском монастыре на Афоне. В ней монахи смогли разместиться и продолжить совершать подвиг молитвы. При поселении в новую келлию у них было 12 человек русского братства;
   - на св.горе Афон Ефремом Никифоровичем были заказаны многие иконы для пожертвования их соборам и храмам. Например иконы Храма Ефрема Сирина и Мч. Неонилы в Казанском монастыре, которые являлись их Святынями:
  а) икона св. вмч. Георгия в серебряной вызолоченной ризе, пояс и нарукавники украшены разноцветными камнями, высотой 110 см., шириной 65 см. Икона писана на Афонской горе, на кипарисе;
  б) икона св. вмч. Пантелеимона в серебряной вызолоченной ризе, высотой 110 см., шириной 65 см. Икона писана на Афонской горе;
  в) икона Богоматери «Отрада и Утешение» в серебряной вызолоченной ризе, корона и две звезды украшены мелкими стразами и разноцветными камнями, высотой 100 см., шириной 65 см. Писана на Афонской горе;
   - 13.01.1880 г. во время посещения России основателю Японской Православной Церкви св.равноап. Николаю Японскому (Касаткину) подарена Сивохиным Е.Н. икона Николая Чудотворца из Николо-Столпненской пустыни. «От г. Сивохина в 1880 г. в Петербурге я получил икону Божией Матери, писанную на Афоне, весьма благолепную, и дал её в благословение небольшой церкви в Иокогаме, — где она и поныне главною церковною иконою является»;
   - в списке достопримечательных предметов в Вологодском Спасо-Прилуцком женском монастыре – два ковчега для хранения святых Даров, один в виде пятиглавой церкви пожертвованные  в 1882 г.  С.-Пб. Купцом 1-й гильдии, почётным гражданином Санкт-Петербурга – Сивохиным;
   - Ефрем Никифорович оказывал помощь церквям Болгарии, Иерусалима, Прибалтики, скитам на Афоне.

## Благотворительность на учебные заведения
- являлся Почётным блюстителем Троицкого и Воздвиженского приходских училищ;
   -  с 1877 г. состоит Почётным блюстителем Никольского 2-х классного приходского училища;
   - в 1879 г. на средства Сивохина Е.Н. (6000 руб.) построена деревянная школа на родине,  в с. Шипилово, со всей необходимой классной мебелью и учебными пособиями. В 1889 г. открылась каменная церковно-приходская школа (более 20 000 руб).  Школы открывались на условиях вечного содержания на процентные поступления от ценных бумаг Сивохина Е.Н. заложенных в банк.
  Цитата из заявления на разрешение строительства школы. «Способствуя своими средствами и благим намерениям Правительства об религиозно-нравственном обучении и воспитании народа, я всего более и со своей стороны желаю также, что бы обучение в этой школе велось именно в духе Православной церкви и что бы, как и молится она, обучавшиеся в школе росли и жили родителям своим и учителям на утешение, а самой Церкви и Отечеству на пользу».
   - в 1880 г. в честь открытия Ярославского епархиального женского училища Сивохин Е.Н. пожертвовал на стипендии – 1000 рублей;
   - ежегодные пожертвования  от Сивохина Е.Н. поступали в Императорское Человеколюбивое общество.
   - до 1917 г. ежегодные средства (5 %) от процентных бумаг (2500 руб.) = 125 руб. выделяются на воспитание в ремесленном и рукодельном училищах пансионерки и пансионера имени Ефрема Никифоровича Сивохина.

## Благотворительность различным обществам и приютам
- 04.10.1870 г. основано «Общество вспомоществования бедным прихода Казанского собора». Одним из первых в Общество вступил Сивохин Е.Н. Следуют неоднократные  пожертвования Обществу.  С 1875 г. -  Почётный  член  общества;
   - в июне 1871 г. при Казанском соборе, на съёмной квартире открыт дневной приют для 20 детей бедных родителей. Ефрем Никифорович на их содержание вносил ежегодные взносы;
   - с 1875 г. - действительный член и благотворитель «Комитета детского приюта Принца Ольденбургского». Является Почётным членом Покровского братства Комитета  детских приютов Его Императорского высочества Принца Ольденбургского, сотрудником, а потом и членом Высочайше утверждённого Комитета для разбора и призрения нищих;
  - с 1876 г. состоит членом С.-Петербургского Дома милосердия, Высочайше покровительствуемого дома трудолюбия;
  - с 1877 г. Ефрем Никифорович благотворитель и член «Приюта святого князя Владимира, что на Петербургской стороне»;
  - Сивохин Е.Н. является членом Российского Красного, Синего крестов, Общества спасения погибающих на водах, Ночлежных приютов;
  - с 1878 г. - Почётный член «Покровской Общины сестёр милосердия»;
 - 20.10.1881 г. Главный попечитель богадельни при Казанском С.-Петербургском соборе.
   - Сивохин Е.Н. являлся Пожизненным членом «Общества попечения о бедных и больных детях»  и «Общества вспомоществования приходским бедным при Благовещенской, на Васильевском острове, церкви».
   - Ефрем Никифорович упоминается в пожертвовании:
«Обществу вспоможения бедным в приходе Введенской лейб-гвардии Семёновского полка церкви».
«Благотворительному обществу в приходе кавалерского собора Св. равноапостольного Князя Владимира на петербургской стороне»;
«Братскому приюту»;
«Обществу попечения о бедных в приходе церкви вознесения Господня»;
- в 1888 г. письмо от Е.Н.Сивохина высокопреосвященному Савве, архиепископу Тверскому и Кашинскому с пожертвованием в 1000 рублей в пользу вдов и сирот духовного звания Тверской епархии;